# Gareth Evans (reżyser)
Gareth Huw Evans (ur. 1980 w Hirwaun) – walijski reżyser filmowy i scenarzysta. Wyreżyserował filmy Raid (2011) i Raid 2: Infiltracja (2014).

## Filmografia

### Filmy pełnometrażowe
- 2006: Footsteps
- 2009: Merantau
- 2011: Raid
- 2014: Raid 2: Infiltracja (The Raid 2)
- 2018: Apostoł (Apostle)
- 2025: Chaos (Havoc)

### Filmy krótkometrażowe
- 2003: Samurai Monogatari
- 2013: Safe Haven (jeden z segmentów V/H/S/2)
- 2016: Pre Vis Action